# Echthronomas ochrostoma
Echthronomas ochrostoma là một loài tò vò trong họ Ichneumonidae.